# 富山県企業局
富山県企業局（とやまけんきぎょうきょく）は、富山県の地方公営企業である。富山県内で電気事業、水道事業、工業用水道事業及び地域開発事業を行っている。

## 沿革
- 1920年（大正9年）2月16日：富山県議会において常願寺川水系における発電事業の実施を議決。
- 1920年（大正9年）6月18日：富山県電気局を設置。
- 1924年（大正13年）4月1日：電気事業を開始。
- 1942年（昭和17年）4月1日：富山県電気局が保有する発電所7か所を日本発送電に出資。これにより富山県営の電気事業が同社に接収される。
- 1948年（昭和23年）4月28日：富山県議会において富山県営の電気事業の復元を議決。
- 1955年（昭和30年）6月12日：電気事業復元後、第1号となる大長谷第一発電所が運用を開始。
- 1957年（昭和32年）：富山県電気局（現在の企業局）を発足。
- 1970年（昭和45年）10月1日：富山県企業局に改組。

## 現在の事業

### 電気事業
2016年4月現在、水力発電所19箇所、太陽光発電所1箇所の計20発電所を有し、合計最大出力は144,990kWである。発電所はすべて富山県内に所在し、発電された電気は全量北陸電力に売電している。

#### 水力発電所
| 発電所名           | 水系名   | 方式       | 最大出力(kW) | 常時出力(kW) | 運転開始   | 所在地         | 備考                   |
| ------------------ | -------- | ---------- | ------------ | ------------ | ---------- | -------------- | ---------------------- |
| 新大長谷第一発電所 | 井田川   | 水路式     | 7,500        | 1,000        | 2001年9月  | 富山市         |                        |
| 大長谷第二発電所   | 井田川   | ダム水路式 | 10,200       | 2,100        | 1959年3月  | 富山市         |                        |
| 大長谷第三発電所   | 井田川   | 水路式     | 8,000        | 680          | 1981年12月 | 富山市         |                        |
| 大長谷第四発電所   | 井田川   | 水路式     | 2,600        | 380          | 1988年11月 | 富山市         |                        |
| 大長谷第五発電所   | 井田川   | 水路式     | 1,200        | 89           | 1991年8月  | 富山市         |                        |
| 仁歩発電所         | 井田川   | ダム水路式 | 11,000       | 700          | 1962年2月  | 富山市         |                        |
| 室牧発電所         | 井田川   | ダム水路式 | 22,000       | 1,100        | 1961年4月  | 富山市         |                        |
| 八尾発電所         | 井田川   | ダム水路式 | 7,600        | 250          | 1963年5月  | 富山市         |                        |
| 若土発電所         | 井田川   | ダム式     | 270          | 20           | 1982年4月  | 富山市         |                        |
| 上市川第一発電所   | 上市川   | ダム水路式 | 4,800        | 780          | 1964年3月  | 中新川郡上市町 |                        |
| 上市川第二発電所   | 上市川   | ダム水路式 | 4,300        | 980          | 1985年1月  | 中新川郡上市町 |                        |
| 上市川第三発電所   | 上市川   | 水路式     | 4,700        | 400          | 1986年11月 | 中新川郡上市町 |                        |
| 小矢部川第一発電所 | 小矢部川 | ダム水路式 | 12,500       | 0            | 1966年4月  | 南砺市         |                        |
| 小矢部川第二発電所 | 小矢部川 | ダム水路式 | 11,400       | 0            | 1965年7月  | 南砺市         |                        |
| 庄東第一発電所     | 和田川   | 水路式     | 24,000       | 0            | 1968年11月 | 砺波市         |                        |
| 庄東第二発電所     | 和田川   | ダム式     | 7,400        | 3,000        | 1968年12月 | 砺波市         |                        |
| 仁右ヱ門用水発電所 | 常願寺川 | 水路式     | 460          | 360          | 2009年12月 | 中新川郡立山町 | 農業用水を利用した発電 |
| 庄発電所           | 庄川     | 水路式     | 190          | 130          | 2012年9月  | 砺波市         | 農業用水を利用した発電 |
| 小摺戸発電所       | 黒部川   | 水路式     | 370          | -            | 2015年3月  | 下新川郡入善町 | 農業用水を利用した発電 |

#### 太陽光発電所
| 発電所名             | 最大出力(kW) | 運転開始  | 所在地 |
| -------------------- | ------------ | --------- | ------ |
| 富山新港太陽光発電所 | 4,500        | 2016年3月 | 射水市 |

### 水道事業
以下の地域へ水道を給水している。
- 西部水道(高岡市、氷見市、小矢部市および射水市)
  - 取水源は和田川ダム・境川ダム。
- 東部水道(魚津市、黒部市、入善町および朝日町)
  - 取水源は宇奈月ダム。

### 工業用水道事業
以下の地域へ工業用水道を給水している。
- 富山県西部工業用水道(富山市、高岡市、射水市)
- 富山八尾中核工業団地工業用水道(富山市)
- 利賀川工業用水道(砺波市)

また、附帯する事業として富山県ゴルフ練習場を所有している。

### 地域開発事業
以下の駐車場を所有している。現在、指定管理者制度を導入して施設運営を行っている。
- 富山県営富山中央駐車場（富山市新桜町）

## 過去の事業

### 電気事業
日本発送電に出資した発電所7か所のうち、常願寺川水系の発電所6か所は北陸電力、黒部川水系の愛本発電所は関西電力に移譲されることになった。なお、富山県が計画し中断していた常願寺川の電源開発は、北陸電力への移譲後進められ有峰ダムを完成させることとなった。

### 水道事業
- 熊野川水道(富山市) - 2016年に廃止。

### 地域開発事業
- 富山県営富山駐車場 - 2015年に廃止。
- 富山県営高岡駐車場 - 2011年に高岡市へ譲渡。
- 富山県営スキー場（極楽坂・らいちょうバレー・あすわの） - 2004年に富山市へ譲渡。